# 小行星4953
小行星4953（英語：4953）是一颗围绕太阳公转的小行星。1990年6月23日，罗伯特·H·麦克诺特在赛丁泉山发现了此天体。
这颗小行星的绝对星等为77.71699465276376等。